# María de la Paz Pérez Calvo

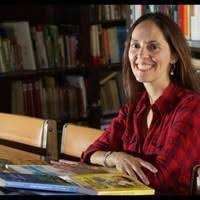
Escritora, psicóloga e investigadora argentina

María de la Paz Perez Calvo (Buenos Aires, 1968) es una escritora y psicóloga argentina. Su obra literaria incluye poemas y cuentos para adultos y niños publicados en diversas antologías, novelas y la saga de literatura fantástica Martín el Guardián. Esta saga comienza a ser publicada en el año 2007 por la editorial mendocina Zeta Editores, siendo el primer título La aventura comienza en Sumer. A este le siguen  Los Emperadores Celestes, La Hermandad de los Guardianes,  El Código Negro y El Rollo de Barsalnunna. Martín el Guardián ha recibido el amplio reconocimiento de sus lectores y de la crítica en general nacional e internacional, siendo equiparada con la saga Harry Potter. Como investigadora en el área de la psicología  ha publicado trabajos de investigación en revistas especializadas. Se ha dedicado también a a la investigación en letras, llegando a publicar artículos literarios en varias revistas de la especialidad, tales como la revista digital Voces y Miradas de la Lij, de la Academia de Literatura Infantil y Juvenil Argentina.

## La serie Martín el Guardián
La obra, considerada dentro del género de la épica fantástica, relata las aventuras de un niño de doce años que viaja al pasado, exactamente a Sumer, donde es nombrado guardián del Rollo de Barsalnunna, un documento secreto que confiere poderes y sabiduría. La misión de Martín será proteger el documento y buscar a los Elegidos, las únicas personas a las que se les permite leer el Rollo. Por este motivo Martín viajará en el tiempo para cumplir su misión mientras es perseguido por Pioterkrébs, un sumerio que ha escapado de su tiempo a fin de robarle el sagrado Rollo de Barsalnunna. Cada enfrentamiento entre ellos anticipa la batalla final.
"Martín el Guardián 1. La aventura comienza en Sumer" 1 ed. 2007, 2.ª. edición 2011; 3.ª. edición 2013.
Martín el Guardián 2. Los Emperadores Celestes 2008.
Martín el Guardián 3. La Hermandad de los Guardianes,2010
Martín el Guardián 4. El Código Negro, 2013
Martín el Guardián 5. El Rollo de Barsalnunna", 2015

## Poesías
Antología de lujo de la literatura de amor, Grupo Sur Editor, 1999.
Colección Diez, Pegaso Ediciones, 1999.
Mundo Poético. Antología Bilingüe Editorial Red Literaria, 1998.
Antología poética a dos años del 2000 Editorial Tres más Uno, 1998.
Poesía latina. Hacia la centuria XXI, Pegaso Ediciones, 1998 
Antología poética, Ediciones Nubla, 1997. 
Travesuras, Editorial Mis Escritos, 2014. 
Palabras musicales, Niña Pez, 2019.
Bienvenidos, mucho gusto, AALIJ, 2020 